# باشگاه فوتبال مس کرمان
باشگاه فوتبال مس کرمان یک باشگاه فوتبال ایرانی در استان کرمان است که در مسابقات لیگ آزادگان شرکت می‌کند. این باشگاه زیرمجموعه مؤسسه صندوق بازنشستگی شرکت ملی صنایع مس ایران است.

## پیشینه
باشگاه کرمان مالکیت اولیه آن مال شهرداری کرمان هست 
تیم مس کرمان در بازی‌هایی آسیایی حضور پیدا کرد هرچند در مرحله اول حذف شد . تاجایی که توانستند به لیگ  قهرمانان آسیا صعود کنند. همچنین این تیم در لیگ قهرمانان آسیا سال ۲۰۱۰ توانستند با شکست الهلال عربستان به مرحله یک‌هشتم نهایی صعود کنند اما  توسط تیم ذوب آهن اصفهان حذف شدند. این تیم در سال ۱۳۹۳ به لیگ آزادگان سقوط کرد اما سرانجام بعد هشت سال توانستند به لیگ برتر خلیج فارس صعود کنند. این تیم در ۲۸ اردیبهشت ۱۴۰۲ به لیگ آزادگان سقوط کرد.

## ورزشگاه خانگی
ورزشگاه شهید رئیسی  یک ورزشگاه  اختصاصی سی هزار نفری فوتبال در شهر کرمان است. این ورزشگاه ، استادیوم اختصاصی باشگاه صنعت مس کرمان می‌باشد؛در ابتدای بزرگراه هفت باغ علوی شهر کرمان واقع است. از ویژگی های بارز این ورزشگاه نزدیک بودن تماشاچیان به زمین چمن است با توجه به حذف پیست تارتان است که به مشاهده بهتر بازی توسط تماشاچیان منجر خواهد شد. این ورزشگاه دارای ظرفیت سی هزار نفر تماشاچی می‌باشد و مجهز به سالن‌های چند منظوره و استخر است. .

## عملکرد کلی

### فصل‌های اخیر
جدول زیر عملکرد کلی صنعت مس کرمان را در سال‌های اخیر نشان می‌دهد.
| فصل   | لیگ                | رتبه                                  | جام حذفی    | لیگ قهرمانان آسیا |
| ----- | ------------------ | ------------------------------------- | ----------- | ----------------- |
| ۸۰–۷۹ | آزادگان            | ۱۶ام                                  | راه نیافت   | راه نیافت         |
| ۸۱–۸۰ | آزادگان            | ۹ام                                   | راه نیافت   | راه نیافت         |
| ۸۲–۸۱ | آزادگان            | ۱۴ام                                  | راه نیافت   | راه نیافت         |
| ۸۳–۸۲ | آزادگان            | ۱۳ام                                  | راه نیافت   | راه نیافت         |
| ۸۴–۸۳ | آزادگان            | ۵ام                                   | راه نیافت   | راه نیافت         |
| ۸۵–۸۴ | آزادگان            | قهرمان                                | راه نیافت   | راه نیافت         |
| ۸۶–۸۵ | لیگ برتر خلیج فارس | ۹ام                                   | ۱/۱۶ نهایی  | راه نیافت         |
| ۸۷–۸۶ | لیگ برتر خلیج فارس | ۱۰ام                                  | ۱/۱۶ نهایی  | راه نیافت         |
| ۸۸–۸۷ | لیگ برتر خلیج فارس | ۳ام                                   | ۱/۱۶ نهایی  | ۱/۸ نهایی         |
| ۸۹–۸۸ | لیگ برتر خلیج فارس | ۹ام                                   | ۱/۴ نهایی   | راه نیافت         |
| ۹۰–۸۹ | لیگ برتر خلیج فارس | ۷ام                                   | ۱/۱۶ نهایی  | راه نیافت         |
| ۹۱–۹۰ | لیگ برتر خلیج فارس | ۹ام                                   | نیمه نهایی  | راه نیافت         |
| ۹۲–۹۱ | لیگ برتر خلیج فارس | ۶ام                                   | ۱/۱۶ نهایی  | راه نیافت         |
| ۹۳–۹۲ | لیگ برتر خلیج فارس | ۱۶ام                                  | نایب قهرمان | راه نیافت         |
| ۹۴–۹۳ | آزادگان            | ۲ام-پلی‌آفمس کرمان ۰–۳ استقلال خوزستان | ۱/۳۲ نهایی  | راه نیافت         |
| ۹۵–۹۴ | آزادگان            | ۷ام                                   | -           | راه نیافت         |
| ۹۶–۹۵ | آزادگان            | ۸ام                                   | ۱/۱۶ نهایی  | راه نیافت         |
| ۹۷–۹۶ | آزادگان            | ۸ام                                   | -           | راه نیافت         |
| ۹۸–۹۷ | آزادگان            | ۵ام                                   | ۱/۴ نهایی   | راه نیافت         |
| ۹۹–۹۸ | آزادگان            | ۳ام                                   | ۱/۴ نهایی   | راه نیافت         |
| ۰۰–۹۹ | آزادگان            | ۴ام                                   | ۱/۸ نهایی   | راه نیافت         |
| ۰۱–۰۰ | آزادگان            | نایب قهرمان                           | نیمه نهایی  | راه نیافت         |
| ۰۲–۰۱ | لیگ برتر خلیج فارس | ۱۵ام                                  | ن۱/۱۶ نهایی | راه نیافت         |
| ۰۳–۰۲ | آزادگان            |                                       |             |                   |

## عملکرد در لیگ قهرمانان آسیا
| فصل  | تورنمنت      | نتیجه     | بازی | برد | مساوی | باخت | زده | خورده |
| ---- | ------------ | --------- | ---- | --- | ----- | ---- | --- | ----- |
| ۲۰۱۰ | لیگ قهرمانان | ۱/۸ نهایی | ۷    | ۳   | ۰     | ۴    | ۱۳  | ۱۴    |

## بازیکنان

### بازیکنان کنونی
فهرست بازیکنان مس کرمان در فصل ۱۴۰۳–۰۴
| شماره |       | نقش       | بازیکن          |
| ----- | ----- | --------- | --------------- |
| ۵     | ایران | مدافع     | امیرحسین بهزادی |
| ۶     | ایران | مدافع     | مجید بهروز      |
| ۸     | ایران | مهاجم     | علیرضا رحمتی    |
| ۱۰    | ایران | هافبک     | محمد قاسمی‌نژاد  |
| ۱۳    | ایران | دروازه‌بان | سید رسول حسینی  |
| ۱۸    | ایران | هافبک     | عارف زینلی      |
| ۲۷    | ایران | مهاجم     | علی وزیری پناه  |
| ۳۰    | ایران | هافبک     | وحید نامداری    |
| ۴۰    | ایران | مدافع     | علی تهامی       |
| ۶۹    | ایران | هافبک     | محمدصالح محمدی  |

| شماره |       | نقش   | بازیکن           |
| ----- | ----- | ----- | ---------------- |
| ۸۸    | ایران | مدافع | امیرحسین عسگری   |
|       | ایران | هافبک | اتابک زارعی      |
|       | ایران | هافبک | مهدی کیانی       |
|       | ایران | هافبک | احمد نصیری       |
|       | ایران | مهاجم | جلیل پناهی       |
|       | ایران | مهاجم | مهرداد حیدری     |
|       | ایران | هافبک | محمدحسین باباگلی |
|       | ایران | مهاجم | هادی ابراهیمی    |
|       | ایران | مهاجم | رضا آقابابایی    |

### بازیکنان برجسته پیشین
برای دیدن بازیکنان پیشین باشگاه، رده:بازیکنان باشگاه مس کرمان را ببینید.
| - ادینهو - سید مهدی رحمتی - قاسم دهنوی - امیرحسین صادقی - مهدی رجب‌زاده - سپهر حیدری | - فرزاد آشوبی - غلام‌رضا عنایتی - مهرداد پولادی - شجاع خلیل‌زاده - محسن خلیلی - محسن بیاتی‌نیا |

### کاپیتان‌ها
| # | نام              | دوران کاپیتانی | شماره پیراهن |
| - | ---------------- | -------------- | ------------ |
| ۱ | فرزاد حسین خانی  | ۱۳۸۵ تا ۱۳۹۵   | ۸            |
| ۲ | احمدرضا زنده روح | ۱۳۹۵ تا ۱۳۹۶   | ۶            |
| ۳ | فرهاد سالاری     | ۱۳۹۶ تا۱۳۹۸    | ۲            |

### بازیکنان خارجی
| ردیف | نام               | کشور             | پست       | دوران بازی            | بازی | گل |
| ---- | ----------------- | ---------------- | --------- | --------------------- | ---- | -- |
| ۱    | ودادی رضایف       | جمهوری آذربایجان | هافبک     | ۱۳۸۱–۱۳۸۲             | ؟    | ؟  |
| ۲    | کبیر بلو          | نیجریه           | مهاجم     | ۱۳۸۲–۱۳۸۳             | ؟    | ؟  |
| ۳    | اداهیم نیفت‌علی‌اف  | جمهوری آذربایجان | مدافع     | ۱۳۸۲–۱۳۸۳             | ؟    | ؟  |
| ۴    | جراردو مورالس     | اروگوئه          | هافبک     | ۱۳۸۵–۱۳۸۶             | ۱۵   | ۳  |
| ۵    | نور صبری          | عراق             | دروازه‌بان | ۱۳۸۵–۱۳۸۶             | ۴    | ۰  |
| ۶    | علا عبدالزهره     | عراق             | هافبک     | ۱۳۸۵–۱۳۸۶             | ۱۱   | ۴  |
| ۷    | خلدون ابراهیم     | عراق             | هافبک     | ۱۳۸۵–۱۳۸۶             | ۹    | ۰  |
| ۸    | آدریانو آلوز      | برزیل            | مهاجم     | ۱۳۸۵–۱۳۸۶             | ۲۸   | ۶  |
| ۹    | سکو فوفونا        | مالی             | مدافع     | ۱۳۸۶–۱۳۸۸             | ۳۰   | ۰  |
| ۱۰   | پائولو زالترون    | برزیل            | هافبک     | ۱۳۸۶–۱۳۹۰             | ۱۰۴  | ۲۱ |
| ۱۱   | ادینیو            | برزیل            | مهاجم     | ۱۳۸۷–۱۳۹۰ و ۱۳۹۲–۱۳۹۳ | ۱۳۳  | ۵۷ |
| ۱۲   | مارسیو جیووانی    | برزیل            | مدافع     | ۱۳۸۸–۱۳۸۹             | ۲۵   | ۲  |
| ۱۳   | محمدعلی کریم      | عراق             | مدافع     | ۱۳۸۸                  | ؟    | ؟  |
| ۱۴   | آرا هاکوبیان      | ارمنستان         | مهاجم     | ۱۳۸۹–۱۳۹۰             | ؟    | ؟  |
| ۱۵   | الکساندر پطروسیان | ارمنستان         | مدافع     | ۱۳۸۹–۱۳۹۰             | ؟    | ؟  |
| ۱۶   | جرج مراد          | سوئد             | مهاجم     | ۱۳۹۰–۱۳۹۱             | ۹    | ۱  |
| ۱۷   | ایوان پتروویچ     | صربستان          | هافبک     | ۱۳۹۰–۱۳۹۱             | ۲۸   | ۱  |
| ۱۸   | آلوشا ووینوویچ    | کرواسی           | هافبک     | ۱۳۹۰                  | ۱۴   | ۱  |
| ۱۹   | آرارات آراکلیان   | ارمنستان         | مدافع     | ۱۳۹۰–۱۳۹۱             | ۱۶   | ۱  |
| ۲۰   | لیناردو           | برزیل            | مهاجم     | ۱۳۹۰–۱۳۹۱             | ۶    | ۱  |
| ۲۱   | کارلوس سالازار    | کلمبیا           | هافبک     | ۱۳۹۰                  | ۳    | ۰  |
| ۲۲   | استوان بیتس       | صربستان          | مدافع     | ۱۳۹۱–۱۳۹۲             | ۲۷   | ۰  |
| ۲۳   | میلان میاتوویچ    | مونته‌نگرو        | دروازه‌بان | ۱۳۹۱–۱۳۹۲             | ۱۱   | ۰  |
| ۲۴   | سمیر بکریچ        | بوسنی و هرزگوین  | هافبک     | ۱۳۹۲                  | ۱۳   | ۱  |
| ۲۵   | ایان فایت         | استرالیا         | مدافع     | ۱۳۹۲–۱۳۹۳             | ۱۴   | ۰  |
| ۲۶   | جونینیو تاردلی    | برزیل            | هافبک     | ۱۳۹۲–۱۳۹۳             | ۹    | ۰  |
| ۲۷   | دیوید اوپوکو      | غنا              | مهاجم     | ۱۳۹۳                  | ۳    | ۰  |
| ۲۸   | بورا نوگیرا       | گینه بیسائو      | هافبک     | ۱۴۰۱–۱۴۰۲             | ۱۸   | ۰  |
| ۲۹   | روئون تونگیک      | استرالیا         | مدافع     | ۱۴۰۱                  | ۹    | ۰  |

## مربیان

### کادر فنی کنونی
- فرزاد حسین خانی (سرمربی)

### مربیان در گذر زمان
| مربی              | ملیت            | سال                     |
| ----------------- | --------------- | ----------------------- |
| بیژن ذوالفقارنسب  | ایران           | ۱۳۷۹–۱۳۸۱               |
| مهدی محمدی        | ایران           | ۱۳۸۱–۱۳۸۴               |
| نادر دست نشان     | ایران           | ۱۳۸۴–۱۳۸۵               |
| فرهاد کاظمی       | ایران           | ۱۳۸۵–۱۳۸۶               |
| امیر قلعه نوعی    | ایران           | ۱۳۸۶–۱۳۸۷               |
| پرویز مظلومی      | ایران           | ۱۳۸۷–۱۳۸۸               |
| مهدی محمدی *      | ایران           | ۱۳۸۸                    |
| لوکا بوناچیچ      | کرواسی          | ۱۳۸۸–۱۳۸۹               |
| صمد مرفاوی        | ایران           | ۱۳۸۹–۱۳۹۰               |
| فلمینگ *          | دانمارک         | ۱۳۹۰                    |
| میروسلاو بلاژویچ  | بوسنی و هرزگوین | ۱۳۹۰                    |
| ابراهیم قاسمپور   | ایران           | ۱۳۹۰–۱۳۹۱               |
| لوکا بوناچیچ      | کرواسی          | ۱۳۹۱–۱۳۹۲               |
| مجتبی تقوی        | ایران           | خرداد ۱۳۹۲–مرداد ۱۳۹۲   |
| محمود یاوری       | ایران           | مرداد ۱۳۹۲–شهریور ۱۳۹۲  |
| پرویز مظلومی      | ایران           | شهریور ۱۳۹۲–بهمن ۱۳۹۲   |
| لوکا بوناچیچ      | کرواسی          | بهمن ۱۳۹۲–مرداد ۱۳۹۳    |
| اکبر میثاقیان     | ایران           | مرداد ۱۳۹۳–۱۳۹۴         |
| وینگو بگویچ       | کرواسی          | ۱۳۹۴                    |
| اکبر میثاقیان     | ایران           | فروردین ۱۳۹۵–خرداد ۱۳۹۵ |
| منصور ابراهیم‌زاده | ایران           | ۱۳۹۵–۱۳۹۶               |
| احمد نخعی         | ایران           | ۱۳۹۶                    |
| دارکو دراژیچ      | کرواسی          | ۱۳۹۶–۱۳۹۷               |
| نادر دست نشان     | ایران           | ۱۳۹۷                    |
| فرزاد حسین‌خانی    | ایران           | ۱۳۹۷–۱۳۹۸               |
| مجتبی حسینی       | ایران           | ۱۳۹۸–۱۳۹۹               |
| محمدرضا مهاجری    | ایران           | ۱۳۹۹–۱۴۰۰               |
| فرهاد کاظمی       | ایران           | ۱۴۰۰                    |
| فرزاد حسین‌خانی    | ایران           | ۱۴۰۰–۱۴۰۲               |
| اکبر محمدی ارگی   | ایران           | ۱۴۰۲–۱۴۰۳               |
| علی سامره         | ایران           | ۱۴۰۳                    |
| فرزاد حسین‌خانی    | ایران           | ۱۴۰۳-                   |

## لباس و اسپانسر
| فصل   | تامین‌کننده لباس | حامی              |
| ----- | --------------- | ----------------- |
| ۸۶–۸۷ | مجید            | ماهان ایر         |
| ۸۷–۸۸ | مجید            | ماهان ایر         |
| ۸۸–۸۹ | مجید            | ماهان ایر         |
| ۸۹–۹۰ | اول‌اشپورت       | آژانس مسافرتی یاس |
| ۹۰–۹۱ | اول‌اشپورت       | بانک رسالت        |
| ۹۱–۹۲ | اول‌اشپورت       | بانک رسالت        |
| ۹۳–۹۲ | تکنیک           | بانک رسالت        |
| ۹۴–۹۳ | مجید            | ندارد             |
| ۹۵–۹۴ | اول‌اشپورت       | ندارد             |
| ۹۶–۹۵ | تکنیک           | ندارد             |
| ۹۷–۹۶ | تکنیک           | ندارد             |
| ۹۸–۹۷ | مجید            | ندارد             |
| ۹۹–۹۸ | مجید            | ندارد             |
| ۰۰–۹۹ | تکنیک           | ندارد             |
| ۰۱–۰۰ | استارت          | ندارد             |
| ۰۲–۰۱ | سینا اسپورت     | ندارد             |
| ۰۳–۰۲ | سینا اسپورت     | ندارد             |

## افتخارات
- لیگ برتر فوتبال ایران

 مقام سوم (۱): ۸۸–۱۳۸۷
- جام حذفی فوتبال ایران

 نایب‌قهرمان (۱): ۹۳–۱۳۹۲
- لیگ آزادگان

 قهرمان (۱): ۸۵–۱۳۸۴
 نایب‌قهرمان (۱): ۰۱–۱۴۰۰

### مقام سوم لیگ برتر ایران
این تیم در لیگ برتر فوتبال ایران سال ۸۸ با سرمربی‌گری پرویز مظلومی و مدیریت عبدالرضا برهانی نژاد به مقام سوم لیگ فوتبال ایران دست یافت و به لیگ قهرمانان آسیا صعود کرد.

### حضور در جام حذفی ایران
این تیم درفصل ۹۳–۱۳۹۲ توانست به فینال جام حذفی صعود کند اما مغلوب تیم تراکتور تبریز در ورزشگاه خانگی خود شد.

### حضور در لیگ قهرمانان آسیا
این تیم در مرحله گروهی با تیم‌های الهلال عربستان و السد قطر و الاهلی امارات هم‌گروه شد و با سه باخت خارج از خانه و سه برد خانگی به مرحله حذفی صعود کرد. سرانجام در جمع ۱۶ تیم، این باشگاه با تیم ایرانی و هم کشوری، ذوب آهن اصفهان (فینالیست لیگ قهرمانان آسیا در آن فصل) روبرو شد و با باخت یک بر صفر حذف شد و با لیگ قهرمانان آسیا خداحافظی کرد.

### نایب قهرمانی جام حذفی ایران
تیم مس کرمان پس از راهیابی به مرحله نهایی جام حذفی فوتبال ایران ۹۳–۱۳۹۲ با تراکتور روبرو شد و در حالی که در شهر کرمان میزبان تیم تراکتورسازی تبریز بود، با شکست یک بر صفر در این بازی توانست به عنوان نایب قهرمان دست یابد؛ و در همین سال نیز به لیگ آزادگان سقوط کرد.

### قهرمانی در جام آزادگان
تیم مس کرمان در سال ۱۳۸۵ با هدایت زنده یاد نادر دست نشان قهرمان جام آزادگان شد و به لیگ برتر راه پیدا کرد.

### نایب قهرمانی لیگ آزادگان در فصل۰۱_۱۴۰۰
مس کرمان با نایب قهرمانی در لیگ آزادگان در فصل ۱۴۰۰–۱۴۰۱ به لیگ برتر ایران صعود کرد.

## جستار های  وابسته
- ورزش در کرمان